# عبد الله عثمان (لاعب كرة قدم موريتاني)
عبد الله عثمان هو لاعب كرة قدم موريتاني، ولد في 22 فبراير 2000 في موبيج في فرنسا.

## وصلات خارجية
- عبد الله عثمان على موقع إي إس بي إن إف سي (الإنجليزية)
- عبد الله عثمان على موقع قاعدة بيانات كرة القدم.إي يو (الإنجليزية)
- عبد الله عثمان على موقع ناشيونال فوتبول تيمز (الإنجليزية)
- عبد الله عثمان على موقع Soccerway.com (الإنجليزية)